# Заковский, Леонид Михайлович
Леони́д Миха́йлович Зако́вский (латыш. Leonīds Zakovskis, настоящее имя — Генрих Эрнстович Штубис (латыш. Henriks Štubis); 1894, усадьба Рудбаржи, Рудбаржская волость, Газенпотский уезд, Курляндская губерния, Российская империя (сейчас Скрундский край, Латвия) — 29 августа 1938, Коммунарка, Московская область, РСФСР) — российский революционер латышского происхождения и участник проведения Большого террора на региональном уровне. Руководящий сотрудник советских органов госбезопасности, комиссар государственной безопасности 1 ранга. Народный комиссар внутренних дел Белорусской ССР (1934), начальник УНКВД Ленинградской и Московской областей, входил в состав особой тройки УНКВД СССР. Расстрелян в 1938 году. Признан неподлежащим реабилитации.

## Биография

### Ранние годы
Родился в бедной латышской семье, отец был лесником. Окончил 2 класса Либавского городского училища, откуда был исключён за участие в первомайской демонстрации. Работал в медно-жестяных мастерских Ансона в Либаве, с 1912 года плавал юнгой и кочегаром на пароходе «Курск» Русского Восточно-Азиатского общества на линии Либава — Нью-Йорк. В 1913 году вступил в РСДРП(б) (в анкетах вплоть до следственного дела 1938 г. партийный стаж обозначен с 1913 года, хотя документального подтверждения принадлежности Заковского к РСДРП(б) до 1917 г. не имеется).
27 февраля 1913 года вместе с братом Фрицем Штубисом был арестован и обыскан полицией; через три дня освобождён под гласный надзор полиции. Был вновь арестован 6 ноября 1913, содержался в Либавской, а с 29 ноября 1913 года в Митавской тюрьме. В постановлении начальника Курляндского губернского жандармского управления от 01.12.1913 указано, что Г. Штубис (Заковский) политически неблагонадёжен и принадлежит к Либавской группе анархистов. Виновным себя не признал; по решению Особого совещания МВД от 3 января 1914 года был выслан на 3 года под гласный надзор полиции в Олонецкую губернию. Находился в ссылке в Олонецкой губернии с мая 1914 по январь 1917 года, когда, отбыв ссылку, освободился.
Впоследствии скрывал свою принадлежность к анархистам и приписывал себе среднее образование, которого не имел.
С января 1917 жил в Петрограде, уклонялся от мобилизации. Активный участник событий 1917 года. После июльских событий перешёл на нелегальное положение. В октябре 1917 с отрядом матросов участвовал в захвате городской телефонной станции и был, таким образом, одним из 9 латышей, участие которых в Октябрьском вооруженном перевороте документально подтверждено.

### Карьера в ВЧК-ОГПУ
С 1 января 1918 года на службе в ВЧК. В марте 1918 особоуполномоченный Президиума ВЧК на Западном, Южном и Восточном фронтах. Возглавлял отряды специального назначения, осуществлявшие подавление восстаний в Астрахани, Саратове, Казани и других районах.
Позже — начальник Особого отдела Каспийско-Кавказского фронта, начальник осведомительного отделения Особого отдела Московской ЧК.
В 1921—1925 годах — председатель Подольского и Одесского губотделов ГПУ, уполномоченный ГПУ Украины по Молдавии. Был причастен к убийствам и ограблениям перебежчиков, присвоению контрабанды, что в итоге привело его к конфликту с политическим руководством Украины. Был привлечён к партийной ответственности, но какого-либо серьёзного наказания избежал и был переведён с повышением в Сибирь, где к тому времени первым секретарём краевого исполкома Советов стал его земляк-латыш Р. И. Эйхе.

### В Сибири
С 6 февраля 1926 года — полномочный представитель ОГПУ по Сибири и начальник Особого отдела Сибирского военного округа. Председатель правления АО «Киносибирь» (1926). В 1928 году во время поездки Сталина в Новосибирск обеспечивал его безопасность. Вместе с Р. И. Эйхе организатор коллективизации в Сибири, где партия столкнулась с активным сопротивлением: «кулацким вредительством, мелкобуржуазным рвачеством, мелкобуржуазным отношением к социалистической собственности».
С 1928 года был председателем тройки полномочного представительства (ПП) ОГПУ по Сибирскому краю, созданной для внесудебного рассмотрения дел. Только с 21 ноября 1929 по 21 января 1930 годов тройкой было рассмотрено 156 дел, по которым было осуждено 898 человек, в том числе 347 — к расстрелу.
В течение 1930 года тройка ОГПУ Западной Сибири осудила 16 553 чел., в том числе 4 762 — к расстрелу (28,8 %), отправлено в лагеря было 8 576 человек (51,8 %), в ссылку — 1 456 (8,8 %), выслано — 1759 человек (10,6 %). Заковский лично подписывал предписания работникам комендатуры о расстреле осуждённых.
С августа 1930 года Заковский — полномочный представитель ОГПУ по Западно-Сибирскому краю. Руководил подавлением Муромцевского восстания в Сибирском крае в 1930 году. Весной 1931 года ПП ОГПУ по Западно-Сибирскому краю вышло с предложением о внутрикраевой высылке 40 тысяч крестьянских хозяйств. Это предложение Заковского было утверждено Постановлением бюро Западно-Сибирского крайкома ВКП(б) «О ликвидации кулачества как класса». Во исполнение этого решения в пределах края была выслана 52 091 раскулаченная семья. Заковский руководил мероприятиями по раскулачиванию в Сибири по линии ОГПУ.
Один из инициаторов создания системы ГУЛАГ 1 октября 1930 года.
С 10 апреля 1932 года — полномочный представитель ОГПУ в Белоруссии и начальник Особого отдела Белорусского военного округа. В июле-декабре 1934 года — нарком внутренних дел Белорусской ССР. Сфабриковал обширное дело «контрреволюционной повстанческой и шпионско-диверсионной организации „Белорусский национальный центр“».
26 января—10 февраля 1934 года делегат XVII съезда ВКП(б) с решающим голосом от КП(б) Белоруссии.

### Большой террор в Ленинграде и Москве
Выдвинулся при Г. Г. Ягоде в декабре 1934 года, став начальником Ленинградского управления НКВД. Руководил расследованием убийства С. М. Кирова. В Ленинграде Заковский вместе с А. А. Ждановым развернули массовый террор и депортации. С 28 февраля по 27 марта 1935 года под его руководством была проведена операция по выселению «бывших людей», в ходе которой «изъято из Ленинграда и осуждено Особым совещанием НКВД — 11 702 человека» (бывших дворян, фабрикантов, помещиков, офицеров, священников).
Этот период отмечен вхождением в состав особой тройки, созданной по приказу НКВД СССР от 30.07.1937 № 00447 и активным участием в репрессиях. Заковский лично участвовал в допросах, пытках и расстрелах. Выступая 10 июня 1937 на Ленинградской областной конференции ВКП (б), сказал: «Мы должны врага уничтожить до конца. И мы его уничтожим».
12 декабря 1937 года избран депутатом Верховного Совета СССР 1-го созыва от Ленинградской области.
19 января 1938 был назначен заместителем наркома внутренних дел (НКВД) и начальником Московского управления НКВД. Столичное управление он возглавлял только два месяца, но именно на это время приходится пик репрессий в Москве, в том числе и против его соотечественников — латышей. Именно в эти месяцы (с 20 февраля по 28 марта) осуществлялись самые массовые расстрелы на Бутовском полигоне.
В феврале 1938 года распорядился пересмотреть меру наказания на высшую для инвалидов и «ограниченно годных к труду» в тюрьмах Москвы и Московской области (824 чел.).
Арестованный в 1939 году А. О. Постель, бывший начальник 3-го отделения 3 отдела УНКВД по Московской области, показывал: «Арестовывали и расстреливали целыми семьями, в числе которых шли совершенно неграмотные женщины, несовершеннолетние и даже беременные и всех, как шпионов, подводили под расстрел… только потому, что они — „националы…“. План, спущенный Заковским, был 1000—1200 „националов“ в месяц». (Постель был приговорён к 15 годам лагерей; не реабилитирован).
Один из организаторов Третьего Московского процесса.

## Закат карьеры
В марте 1938 года был снят с должности начальника Московского управления НКВД и назначен начальником треста Камлесосплав НКВД. В апреле 1938 года снят с должности, уволен из НКВД, исключён из ВКП(б) и арестован 19 апреля 1938 года по обвинению в «создании латышской контрреволюционной организации в НКВД, а также шпионаже в пользу Германии, Польши, Англии». «Делом» Заковского и его людей занималась специальная группа Контрразведывательного отдела ГУГБ НКВД СССР из особо доверенных чинов начальника отдела Н. Г. Николаева-Журида (М. А. Листенгурт, Е. А. Евгеньев-Шептицкий).
Внесён в список «Москва-центр» от 20.08.1938 г. (список № 3 «Бывш. сотрудники НКВД») по 1-й категории («за» Сталин и Молотов). На заседании Военной коллегии Верховного суда СССР в последнем слове в частности сказал: «Прошу учесть, что мной на следствии было оклеветано очень много честных людей…. в отношении себя мне говорить нечего, так как свою судьбу я хорошо знаю». Расстрелян по формальному приговору ВКВС СССР 29 августа 1938 г.; вместе с ним в тот же день была расстреляна целая группа осуждённых ВКВС СССР высокопоставленных сотрудников НКВД СССР, среди которых были его недавние подчиненные по Ленинграду и Сибири Н. Е. Шапиро-Дайховский, М. И. Мигберт, А. В. Гуминский. Место захоронения — спецобъект НКВД «Коммунарка».
10 января 1939 года был упомянут в письме ЦК ВКП(б) региональному партийному руководству, наркомам внутренних дел, начальникам УНКВД о необходимости пыток: «Опыт показал, что такая установка [на меры физического воздействия] дала свои результаты, намного ускорив дело разоблачения врагов народа. Правда, впоследствии на практике метод физического воздействия был загажен мерзавцами Заковским, Литвиным, Успенским и другими, ибо они превратили его из исключения в правило и стали применять его к случайно арестованным честным людям, за что они понесли должную кару»
21 января 1987 г. по указанию Главной военной прокуратуры СССР следственным отделом КГБ СССР проводилось дополнительное изучение архивно-следственного дела Заковского, которое увенчалось следующими выводами : «…сведений о принадлежности осужденного к разведывательным органам Германии и Польши, а также к право-троцкистской организации в ходе дополнительного расследования не обнаружено. …Вместе с тем …установлено, что Заковский, работая полномочным представителем ОГПУ по Белорусской ССР в 1932—1934 гг. и начальником УНКВД Ленинградской области в 1934—1938 гг., фальсифицировал ряд уголовных дел на советских граждан, обвиняя их в совершении тяжких контрреволюционных преступлений, а также допускал иные нарушения законности. Поэтому оснований для пересмотра уголовного дела и реабилитации Заковского Л. М. не имеется». 
Определением Военной коллегии Верховного Суда Российской Федерации от 12 апреля 2002 г. признан неподлежащим реабилитации (из Определения ВКВС РФ от 28.5.2013 г. по делу Лоцманова И. П.).

## Награды и звания
- орден Красного Знамени (1922) (лишен посмертно Указом Президиума ВС СССР от 24.01.1941)[18]
- «Почётный работник ВЧК—ГПУ (V)» (№ 14) (1923)
- орден Красного Знамени (20.12.1932)(лишен посмертно Указом Президиума ВС СССР от 24.01.1941)[18]
- «Почётный работник ВЧК—ГПУ (XV)» (26.05.1933);
- Орден Красной Звезды (14.02.1936) (лишен посмертно Указом Президиума ВС СССР от 24.01.1941)[18]
- Орден Ленина (25.06.1937) (лишен посмертно Указом Президиума ВС СССР от 24.01.1941)[18]
- Юбилейная медаль «XX лет Рабоче-Крестьянской Красной Армии» (22.02.1938)

## Семья
Жена — Заковская Серафима Михайловна 1900 г.р., домохозяйка, проживала: г. Москва, Большой Кисельный пер., д.5. Арестована 29 апреля 1938 г. Внесена в список «Москва-центр» от 20.8.1938 г. по 1-й категории («Жены врагов народа») — «за» Сталин, Молотов. Осуждена к ВМН 26 августа 1938 г. ВКВС СССР по обвинению в «шпионаже» и в тот же день расстреляна (вместе с рядом жен известных партийцев, чекистов и военных). Место захоронения — спецобъект НКВД «Коммунарка». Реабилитирована посмертно 20 июня 1990 г. Пленумом Верховного суда СССР.
Брат Штубис Фриц Эрнстович 1890 г.р., кандидат в члены ВКП(б); зав. отделом Одесского облкоопинсоюза. Проживал: г. Одесса, ул. В.Ленина, д. 12, кв. 14. Арестован 10 мая 1938 г. Внесен в список «Москва-центр» от 20.8.1938 г. по 1-й категории («Список № 1») — «за» Сталин, Молотов. Приговорен к ВМН ВКВС СССР 28 августа 1938 г. по обвинению в «участии в белогвардейской дружине по борьбе с партизанами в Сибири и в подавлении революционного движения». Расстрелян в тот же день. Место захоронения — спецобъект НКВД «Коммунарка». Реабилитирован посмертно 23 сентября 1987 г. Пленумом Верховного Суда СССР.
Сестра Заковская Эльза Эрнстовна 1888 г.р., сотрудница НКВД СССР, воентехник 2-го ранга. Проживала: г. Москва, Большой Комсомольский пер., д.3 а, кв.36. Арестована 13 мая 1938 г. Внесена в тот же список № 3 «Москва-центр» по 1-й категории (Бывш. сотрудники НКВД"), что и Леонид Заковский. Приговорена к ВМН ВКВС СССР 3 сентября 1938 г. по обвинению в «участии в к.-р. террористической организации в органах НКВД». Расстреляна в тот же день. Место захоронения — спецобъект НКВД «Коммунарка». Реабилитирована посмертно 26 июля 1990 г. Пленумом Верховного Суда СССР.

## В литературе
- В романах Василия Звягинцева («Бои местного значения», «Скорпион в янтаре» и др.) отождествлен со Львом Задовым.

## Публикации
- Заковский Л. Ликвидация «пятой колонны» [Текст] / Л. Заковский, С. Уранов. — М. : Алгоритм : Эксмо, 2009. — 272 с. — (Загадка 1937 года). — ISBN 978-5-699-37482-3
- Заковский Л. О некоторых методах и приемах иностранных разведывательных органов и их троцкистско-бухаринской агентуры. / О некоторых методах и приемах иностранных разведывательных органов и их троцкистско-бухаринской агентуры. Сборник. // Партиздат ЦК ВКПБ, 1937
- Заковский Л. Шпионов, диверсантов и вредителей уничтожим до конца! / О некоторых методах и приемах иностранных разведывательных органов и их троцкистско-бухаринской агентуры. Сборник. // Партиздат ЦК ВКПБ, 1937